# 소두구
소두구(小荳蔲, 영어: green cardamom 그린 카다멈[*], true cardamom 트루 카다멈[*]; 학명: Elettaria cardamomum 엘레타리아 카르다모뭄[*])는 생강과의 여러해살이풀이다. 백두구(白荳蔲)라고도 부른다.

## 분포
인도와 스리랑카 원산이다.

## 사진 갤러리

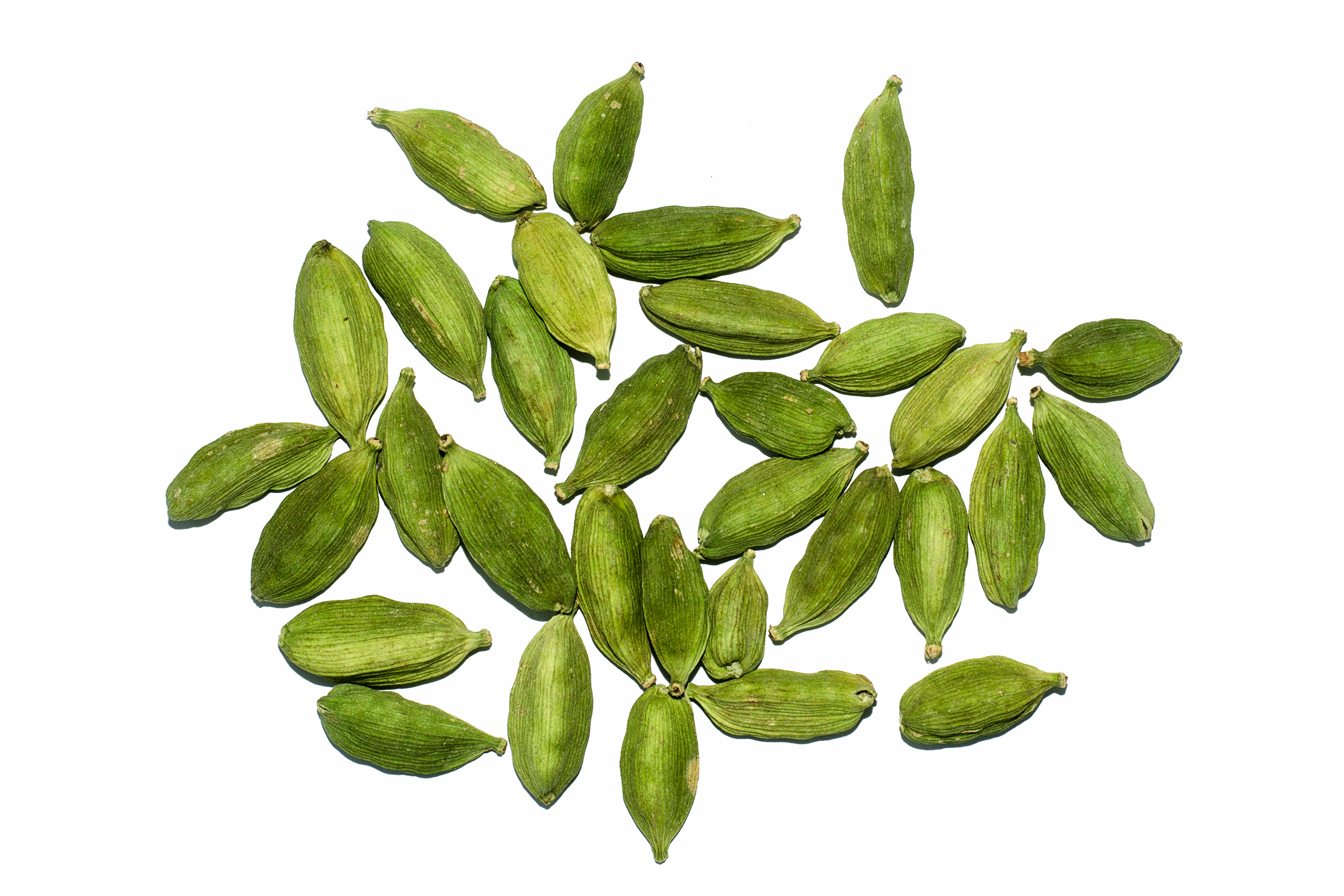
소두구 씨앗 (카다멈)

## 같이 보기
- 카다멈